# NGC 6186
NGC 6186 (również PGC 58523 lub UGC 10448) – galaktyka spiralna z poprzeczką (SBa), znajdująca się w gwiazdozbiorze Herkulesa. Odkrył ją William Herschel 28 kwietnia 1788 roku.
W galaktyce tej zaobserwowano supernową SN 2011gd.